# Monastýr Velká Meteora
Monastýr Velká Meteora (řecky Μεγάλο Μετέωρο), také známý jako klášter Proměnění Páně (řecky Η Μονή της Μεταμόρφωσης του Σωτήρος), je mužský pravoslavný monastýr, který je součástí klášterního komplexu Meteora v oblasti Thesálie v Řecku poblíž města Kalambaka. Je největší ze šesti nadále aktivních klášterů v Meteoře, která je od roku 1988 na seznamu světového dědictví UNESCO. Byl založen ve 14. století svatým Athanasiem z Meteory a zvláštní rozkvět zažil v polovině 16. století. Klášter se nachází na vrcholu hory Platys Lithos (534 m n. m.), která se tyčí do výšky 415 metrů nad údolím Pineios.

## Historie
Klášter vznikl jako poustevna svatého Athanasia z Meteory v první polovině 14. století. Athanasios postavil chrám zasvěcený Panně Marii a vytvořil klášterní komunitu. Jeho žák Jan Uresis Palaiologos, který se stal mnichem pod jménem Ioasaf, postavil v letech 1387/88 na místě kostela nový. Patriarcha Jeremiáš I. klášteru udělil privilegia a úplnou nezávislost, jakou měly kláštery na hoře Athos. V letech 1544/5 byl z iniciativy opata Simeona postaven nový katholikon zasvěcený Proměnění Páně. Ve stejné době byla postavena také věž a v roce 1572 pečovatelský dům. V roce 1806 byly postaveny nové cely.

## Popis
Nedaleko vchodu do kláštera se nachází věž, ve které byl umístěn mechanismus pro vytahování sítě, kterou byl monastýr zásobován, a klášterní sklep, který dnes slouží jako muzeum s předměty denní potřeby. Dále je tu kuchyně, jídelna, na východě nemocnice a pečovatelský dům a katholikon napravo. U nádvoří stojí klenutá kaple svatého Jana Křtitele a na jihozápadě je jednolodní kaple svatých Konstantina a Heleny, která byla postavena v roce 1789.

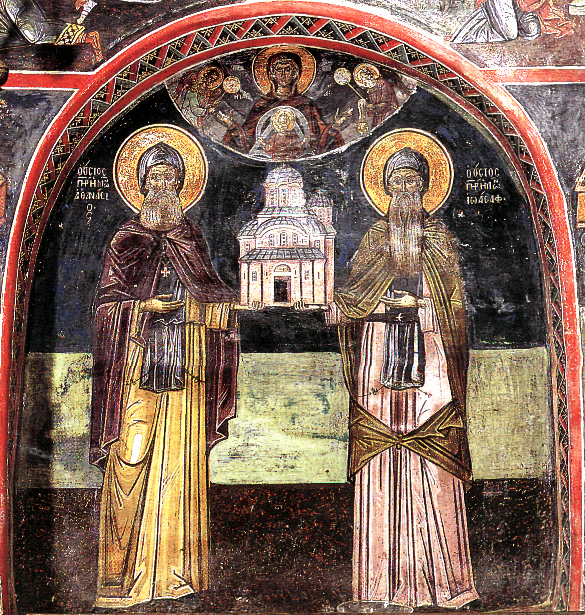
Svatí Athanasios a Joasaf
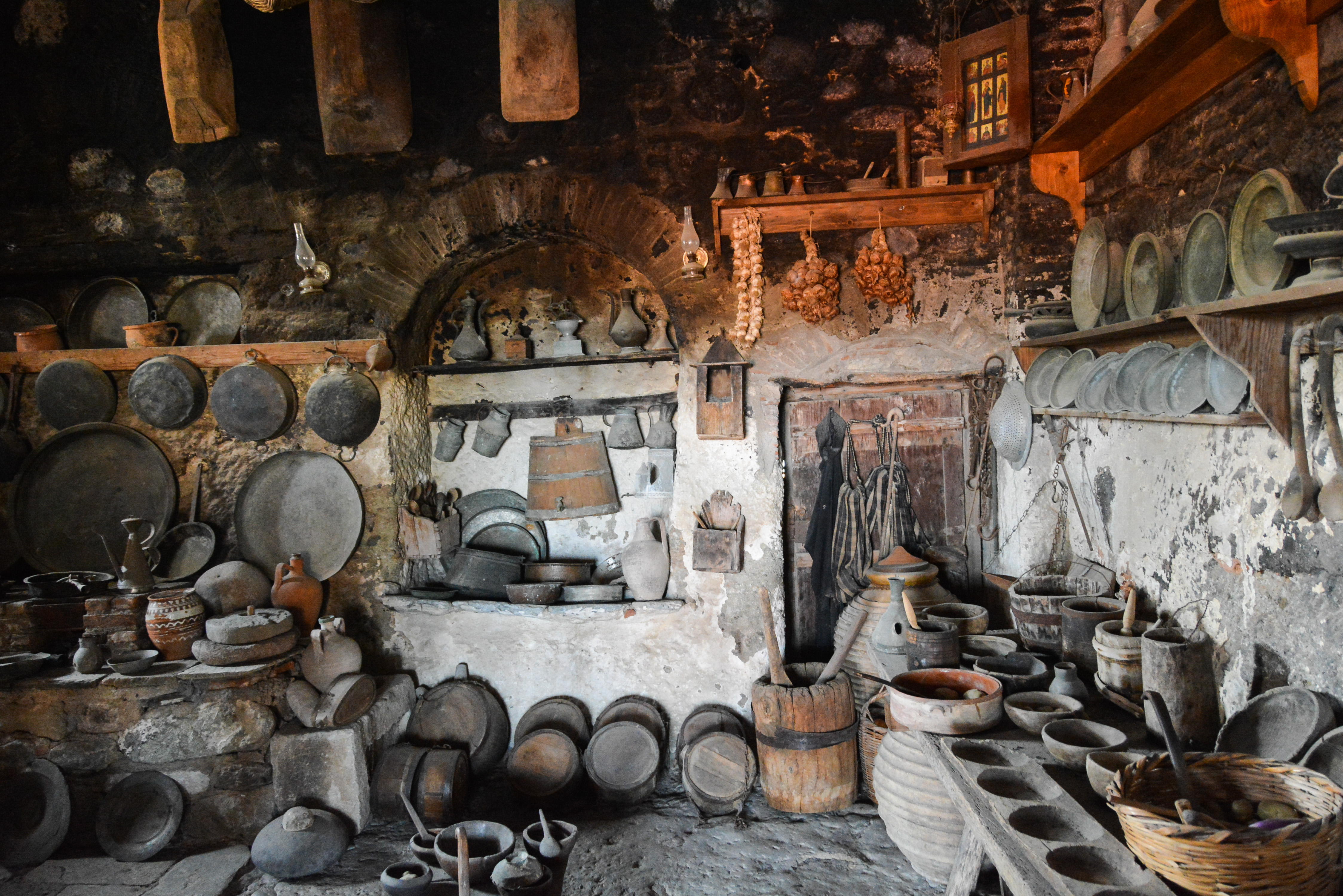
Klášterní kuchyně s předměty denní potřeby
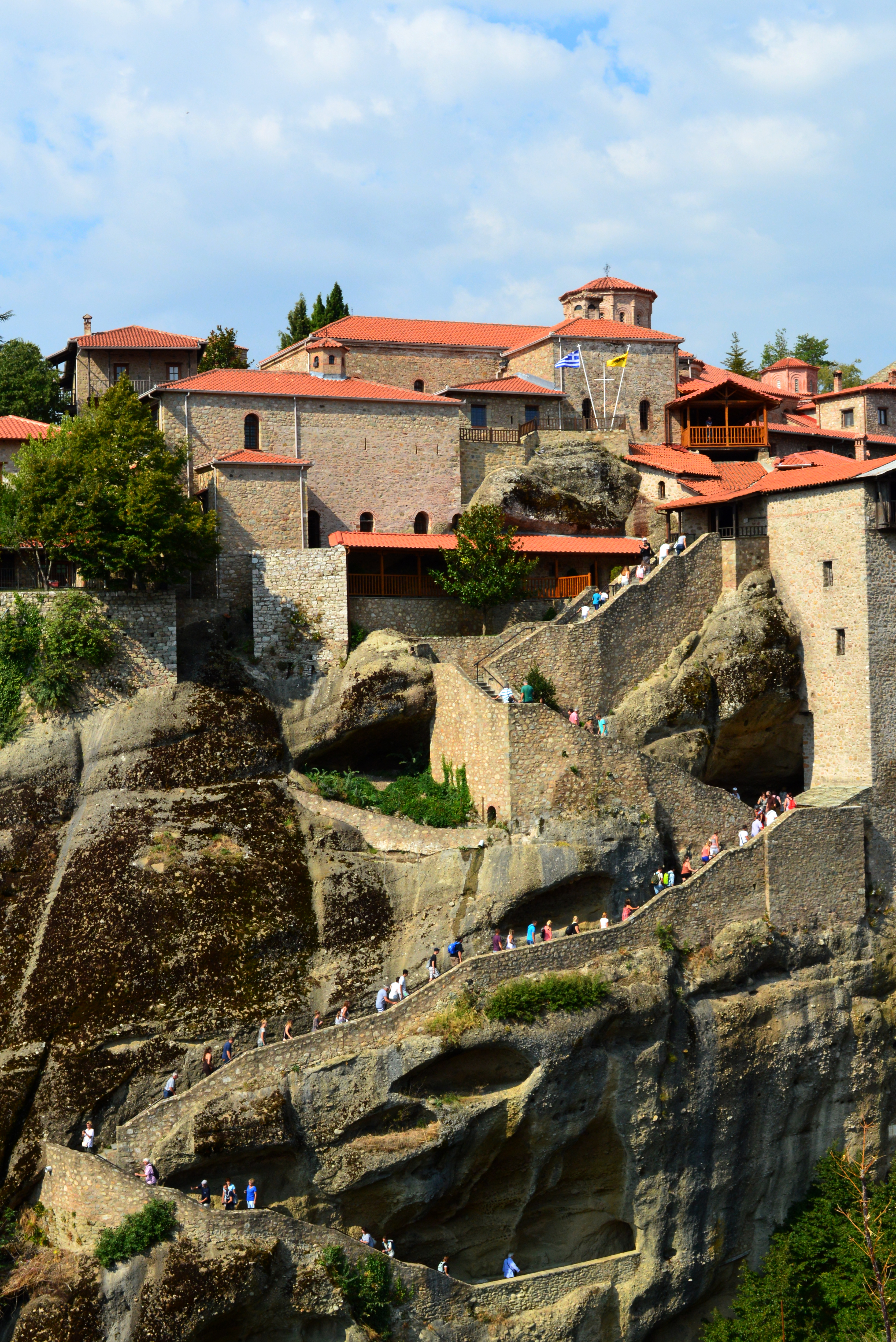
Cesta do kláštera